# Rhododendron cephalanthum
Rhododendron cephalanthum är en ljungväxtart som beskrevs av Adrien René Franchet. Rhododendron cephalanthum ingår i släktet rododendron, och familjen ljungväxter. Inga underarter finns listade i Catalogue of Life.